# デザートベストセレクション
『デザートベストセレクション』は、『デザート』（講談社）で掲載された読み切り・オムニバス作品集。
KCデザートより全15巻が発刊されており、読者体験手記の漫画化なども含まれている。

## 思いっきりHな恋
- デザートベストセレクション1（2000年4月13日発行（4月11日発売[1]）、ISBN 4-06-341082-X[2]）

ペットボトル・ラヴ（栗原まもる）
全裸でいることを何よりも好む女子高生。そんな彼女に彼氏ができた。変態だと思われたくなく、何とか彼の前では服を着て過ごすが、息苦しくてしょうがない。息抜きにと、彼のいない間に服を脱いでいるところを彼が目撃してしまい……。
その恋、テレクラから（真崎総子）

LOVE＆KISS（春名里日）

バージン・トーク（あしだかおる）

おっぱい（天ヶ谷千明）

ヤバイ愛キエナイ感情（いしだ絵里）

……みた!?（寄田みゆき）

## 思いっきり泣ける恋
- デザートベストセレクション2（2000年4月13日発行（4月11日発売[3]）、ISBN 4-06-341083-8）

一瞬の夏（かわちゆかり）

永遠の胸（有羽なぎさ）

片翼のつぶやき（いしかわまみ）

父のいる風景（平田京子）

約束の橋（流田まさみ）

君のためにできること（みなせあきら）

## 思いっきり感動する読者体験手記
- デザートベストセレクション3（2000年8月8日発行（8月5日発売[4]）、ISBN 4-06-341098-6）

PURE LOVE＆PURE SOUL（有羽なぎさ）

小さな命のこと（みづき水脈）

First Love（吉沢蛍）

For You & For Me（森脇葵）

あのクスノキの下で（森尾理奈）

BLOOD（かわちゆかり）

## 思いっきりキレイになる7つの方法
- デザートベストセレクション4（2000年8月8日発行（8月5日発売[5]）、ISBN 4-06-341099-4）

ある日美人になったら（寄田みゆき）

彼がふりむく女になる（みづき水脈）

すっぴんの魔法（中村美穂）

洒落になれへん。（武田四葉）

B(W)H（天ヶ谷千明）

合い言葉は「リベンジ!」（小野なつみ）

Back Stage（牧村久実）

## 思いっきり100P〜長編感動ラブストーリー傑作集〜
- デザートベストセレクション5（2000年12月13日発行（12月11日発売[6]）、ISBN 4-06-341114-1）

制服のキス（栗原まもる）

もうDEBUなんて言わせない!（寄田みゆき）

ポケットいっぱいの音楽（かわちゆかり）

卒業までの24時間（有羽なぎさ）

ねがい（ももち麗子）
ある日突然、自分がHIVに感染したことを知らされた奈々。それを知った友人達は、HIVに感染するのを恐れるあまり今までのように奈々に接することが出来なくなってしまう。一方、自分がまだHIVの症状を発症していないことを知った奈々は今まで通りに明るくふるまうが、復学した彼女はHIV感染者に対する偏見に晒されてしまう。
問題提起シリーズの一編。単行本『ひみつ』にも併録されている。

## 思いっきりHな恋PART2
- デザートベストセレクション6（2001年3月13日発行（3月9日発売[7]）、ISBN 4-06-341121-4）

KAZUNOKO（真崎総子）
自分のアソコは名器らしい。だが、自分自身のこともちゃんと見てほしいという気持ちが募って……。
アイスクリームマドンナ（栗原まもる）

HのあとにIはある?（水槻れん）

イケない2人（くりはら美佳）

ヘアの問題（平田京子）
彼氏と遠距離恋愛中、無駄毛の処理を怠っていたら、自分を驚かそうと突然彼がやって来て……。
ふつつかなえっち。（中村美穂）

HANABI-la初回転（藤緒マリカ）

## 思いっきり泣ける恋PART2
- デザートベストセレクション7（2001年3月13日発行（3月9日発売[8]）、ISBN 4-06-341122-2）

翔びたつ勇気（森尾理奈）

恋人より、せつない（流田まさみ）

恋しくて〜この胸の情熱〜（吉野マリ）

PRIDE（橘はな江）

## 思いっきりキレイになる8つの方法
- デザートベストセレクション8（2001年4月13日発行（4月11日発売[9]）、ISBN 4-06-341124-9）

モテる女になる（みづき水脈）

もうBUSUなんて言わせない!（寄田みゆき）

キレイなHなんてダメダメ!（くりはら美佳）

ふつつかなおなか。（中村美穂）

Foot Work（天ヶ谷千明）

リベンジ・ビューティー（白石ユキ）

ハラハラ（はやしだちひろ）

いちばん綺麗（春名里日）

## 思いっきりカッコイイ男の子
- デザートベストセレクション9（2001年4月13日発行（4月11日発売[10]）、ISBN 4-06-341125-7）

目と手で感じたい!（いしだ絵里）

熱帯夜（みづき水脈）

弟のカノジョ（森脇葵）

オカシーくらい愛してる（高藤Jr）

My First Kiss（森下温）

その鼓動に抱かれたい（有羽なぎさ）

## 思いっきり100P PART2〜長編感動ラブストーリー傑作集〜
- デザートベストセレクション10（2001年8月8日発行（8月6日発売[11]）、ISBN 4-06-341137-0）

逃げないで先生（かわちゆかり）

心まで抱いて（秋元奈美）

あの日、ぼくは人魚をみた（くりた陸）

抱きしめてほしい（竹田真理子）

永遠に咲く花（吉野マリ）

## 思いっきりだれにもいえないH体験
- デザートベストセレクション11（2002年2月13日発行（2月9日発売[12]）、ISBN 4-06-341157-5）

Hのカテキョ・おしえてマーシー!（真崎総子）

赤い赤い月の下のH（藤緒マリカ）

本当にあったロスト・ヴァージン・プロジェクト（水槻れん）

カモフラージュ（はやしだちひろ）

イケないママ（あしだかおる）

あめ玉コレクター（栗原まもる）

## 思いっきり本当にあった感動ラブストーリー
- デザートベストセレクション12（2002年3月11日発売[13]、ISBN 4-06-341161-3）

ありがとうの気持ち（有羽なぎさ）

忘れない想い（森尾理奈）

愛してます。（若月はじめ）

涙に出会えた場所（流田まさみ）

みんなのH（水槻れん）

## 思いっきり男の子のHなホンネ
- デザートベストセレクション13（2002年4月12日発行（4月10日発売[14]）、ISBN 4-06-341164-8）

ナンパな純愛（いしだ絵里）

浮気王!!（森脇葵）

スローに愛したい（くりはら美佳）

おもい、やりたい。（森下温）

できちゃった（丘上あい）

恋心フィーバー〜賭師（真崎総子）

## 思いっきり彼のふりむく女になる
- デザートベストセレクション14（2002年5月13日発行（5月10日発売[15]）、ISBN 4-06-341167-2）

かわいい女〜美女と下僕〜（三浦実子）

キレイにオトして!（いしだ絵里）

蝶よ花よのワタシだけどね。（中村美穂）

こんなワタシでも好きですか?（小野なつみ）

ラブ・リベンジ2001（くりはら美佳）

つくさない女（岡井ハルコ）

## 思いっきり100P PART3〜長編感動ラブストーリー傑作集〜
- デザートベストセレクション15（2002年6月13日発行（6月11日発売[16]）、ISBN 4-06-341168-0）

ひみつ（ももち麗子）
彼氏とのデートの帰り、男たちにレイプされたミカ。事件後ミカは彼氏との連絡を絶ち、田舎でしばらく過ごした後何とか学校に復帰するが、周りの目が怖くなってしまっていた。そんな中、ミカをレイプした男達が再びミカの前に現れて「レイプのことをばらす」と脅迫し……。
問題提起シリーズの一編で、女性のレイプ被害がテーマ。単行本『ひみつ』の表題作。
いつも月が見ていた（有羽なぎさ）

遠い海（平田京子）

いつもそこに君がいた（みなせあきら）

眩しい私に出逢う夏（牧村久実）